# جولیا ماتوشچسکی
جولیا ماتوشچسکی (انگلیسی: Julia Matuschewski؛ زادهٔ ۱۵ ژانویهٔ ۱۹۹۷) بازیکن فوتبال اهل آلمان است.
از باشگاه‌هایی که در آن بازی کرده‌است می‌توان به باشگاه فوتبال زاربروکن اشاره کرد.
وی همچنین در تیم ملی فوتبال زنان لهستان بازی کرده‌است.